# Строение Тайдянь (станция метро)
«Строение Тайдянь» (англ. Taipower Building; кит. 台電大樓) — станция Тайбэйского метрополитена линии Синьдянь. Находится на территории районов Чжунчжен и Даань в Тайбэе. Станция была открыта 11 ноября 1999 года. Располагается между станциями «Гутин» и «Гунгуань».

## Техническая характеристика
«Строение Тайдянь» — однопролётная станция. На станции есть пять выходов в город. Из них три выхода оснащены эскалаторами, и один — лифтом для пожилых людей и инвалидов. В сентябре 2018 года на станции были установлены автоматические платформенные ворота.